# Gynoplistia (Gynoplistia) apicalis
Gynoplistia (Gynoplistia) apicalis is een tweevleugelige uit de familie steltmuggen (Limoniidae). De soort komt voor in het Australaziatisch gebied.